# 富山地方鐵道

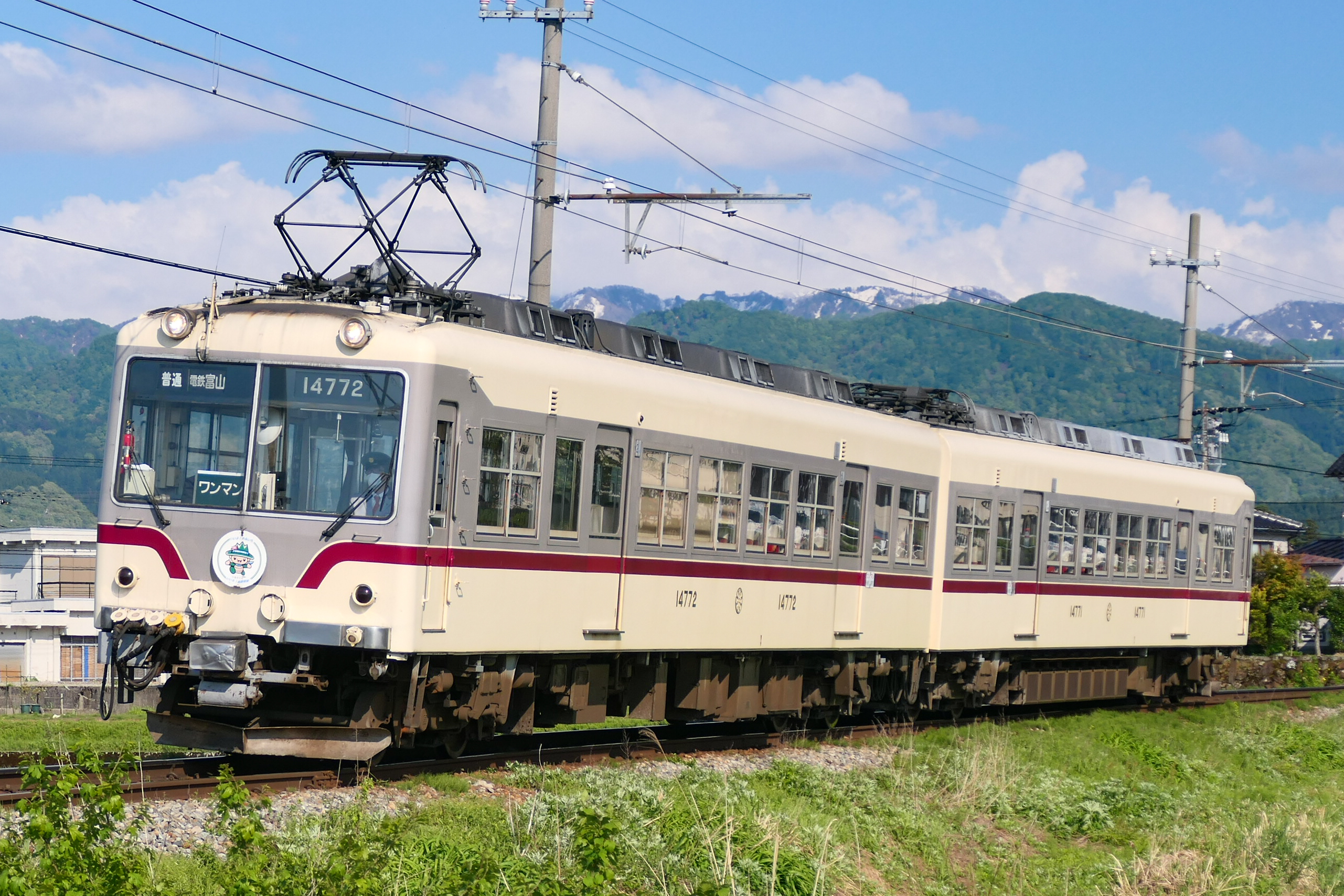
富山地方鐵道本線上的富山地方鐵道14760型電聯車

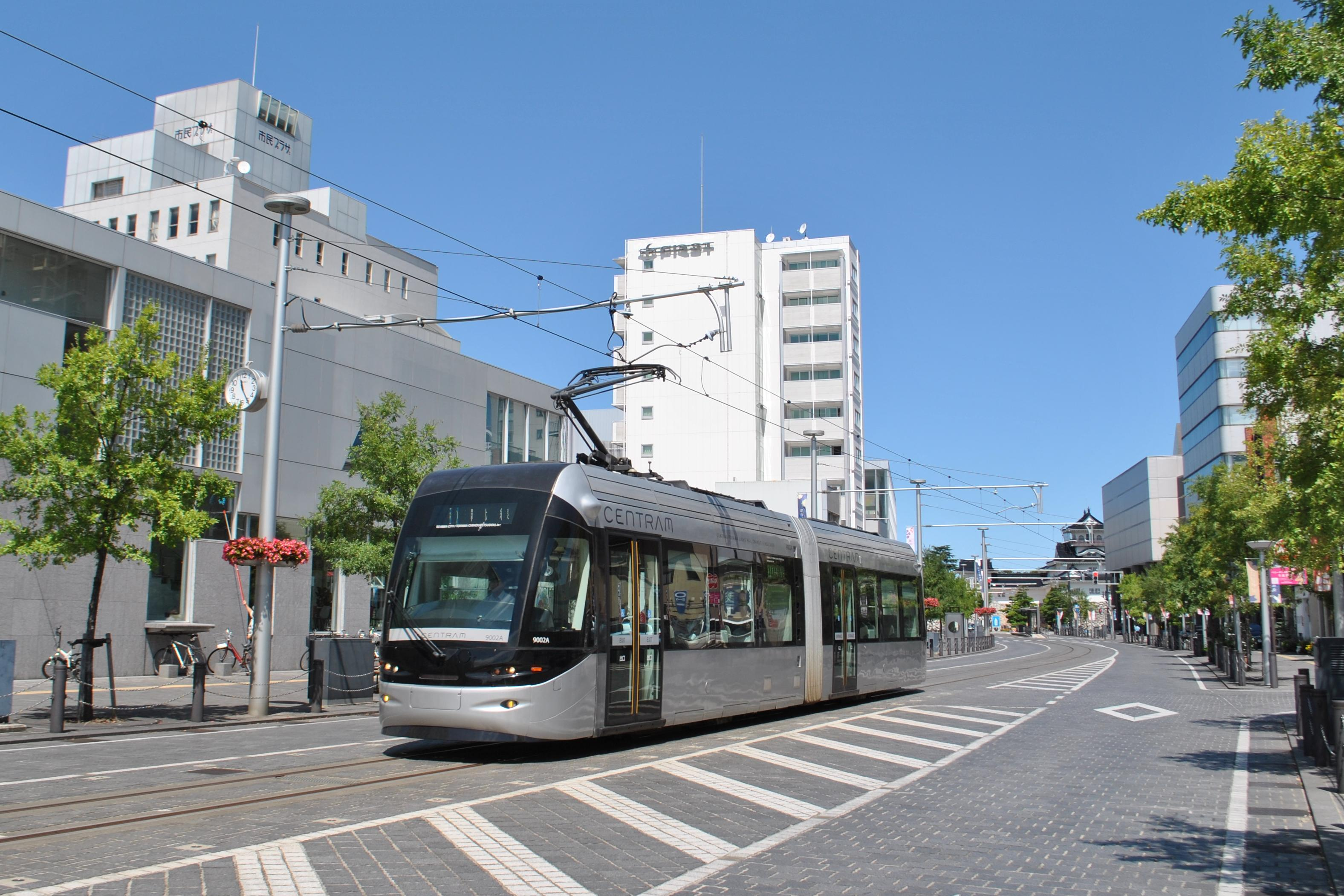
行駛在富山市內軌道線上的富山地方鐵道9000型電車

富山地方鐵道（日语：／ Toyama Chihō Tetsudō */?），是一家以日本富山縣東部為中心，經營鐵路客運、路面電車與公車的中小型私鐵業者。在富山縣當地經常被簡稱為地鐵。

## 歷史
富山地方鐵道是根據1943年1月1日頒行的《陸上交通事業調整法》，以1930年設立的富山電氣鐵道為主要核心，將富山縣內各大小私營與公營鐵路、路面電車及公車公司合併，進而組成的一家公司。當初組成的六家鐵路公司包括：
- 富山電氣鐵道：本身又是三家鐵路公司合併而成

- 立山鐵道
- 富南鐵道
- 富岩鐵道

- 加越鐵道
- 富山縣營鐵道
- 黑部鐵道
- 越中鐵道
- 富山市營軌道

另外，除了上述鐵路公司所附屬的公車路線外，富山地方鐵道也在1944年時接收了四家公車業者的營運路線：
- 富山合同乘合（富山地區的公車業者）
- 高岡合同自動車（高岡地區的公車業者）
- 下新川乘合自動車（新川地區公車業者）
- 全礪乘合自動車（礪波地區公車業者）

1950年時，為了以鐵路連結過去稱為加越能三國（加賀國、越中國、能登國，相當於今日的富山縣與石川縣）的地區，富山地方鐵路設立子公司加越能鐵道，吸收轉移了母公司富山地方鐵道所屬、原本位於富山縣西部的鐵路、路面電車與公車路線，使得富山地方鐵道的經營範圍縮小至富山縣東部。然而因為新線的開發計畫中止，加越能鐵道於2002年時撤出鐵路運輸的經營，相關的路線又陸續轉移到之後成立的其他業者手上。
隨着富山站高架化全部完成及富山市的遠期規模中希望南北路面電車能夠連接起來，於2020年2月22日，富山輕軌有限公司合併入地鐵之內，而原富山港線亦於3月21日正式與富山市路面電車作直通運轉。
2024年11月29日，富山地方鐵道向國土交通省北陸信越運輸局申請調漲鐵道線及路面電車線的票價，並於2025年3月7日獲得核准，為該公司時隔29年再度調整票價；此次鐵道線及路面電車線的票價平均漲幅分別為12.2%與13%，並於2025年4月1日實施。
2025年6月，富山地鐵的董事會在會議上決議，如果無法獲得日本政府進一步的財政支援，將考慮在明年11月底將本線滑川站至新魚津站，以及立山線岩峅寺站至立山站間的路段進行廢除。

## 鐵路路線
截至2009年為止，富山鐵道擁有99.6公里長的總鐵路路線長度，是除了原國鐵與JR所屬路線轉換成第三部門業者經營的鐵路公司之外，日本的中小型私鐵業者中擁有路線最長的一家。
現有路線
| 路線記號 | 中文線名       | 日文線名 | 起點              | 終點              | 距離（公里） |
| -------- | -------------- | -------- | ----------------- | ----------------- | ------------ |
| T        | 本線           |          | 電鐵富山（T01）   | 宇奈月溫泉（T41） | 53.3         |
| T        | 立山線         |          | 寺田站（T08）     | 立山（T56）       | 24.2         |
| T        | 不二越線       |          | 稻荷町（T02）     | 南富山（T61）     | 3.3          |
| T        | 上瀧線         |          | 南富山（T61）     | 岩峅寺（T51）     | 12.4         |
| C        | 富山市內軌道線 |          | 南富山站前（C01） | 富山大學前（C22） | 7.5          |
| C        | 富山港線       |          | 富山站（C15）     | 岩瀨濱（C39）     | 7.7          |

重新經營路線
- 富岩線（被收歸國有後成為國鐵、JR西日本所屬之富山港線，2006年時轉移由富山輕軌（富山ライトレール）接收經營），2020年2月22日，富山地方地道收購了富山輕軌，並於3月21日把原來的富山港線併入地鐵的路面電車版圖內，

已轉讓、廢線路線
- 加越線（轉移給加越能鐵道經營，已廢線）
- 高岡軌道線（轉移給加越能鐵道，2002年後再次轉移由萬葉線（万葉線株式会社）接手經營，成為萬葉線的一部份）
- 笹津線（已廢線）
- 射水線（已廢線，但六渡寺 — 越之潟之間的路段轉移由加越能鐵道經營，之後又轉移至萬葉線股份有限公司經營，成為萬葉線的一部份）

未完成路線
- 海岸線（富山 — 東岩瀨 — 中滑川）
- 速星線（新富山 — 速星）

## 使用車輛

### 鐵道線
- 10030型（日语：京阪3000系電車 (初代)#富山地方鉄道10030形電車）
- 14760型
- 16010型
- 17480型（日语：東急8090系電車#富山地方鉄道）
- 20020型（日语：西武10000系電車#譲渡車）

### 軌道線
- 7000型（日语：富山地方鉄道7000形電車）
- 8000型
- 9000型（日语：富山地方鉄道9000形電車）
- T100型（日语：富山地方鉄道T100形電車）
- TLR0600型